# Eh cumpari
Eh cumpari är en sång skriven av Julius La Rosa och Archie Bleyer, men melodin anges också som traditionell.
Sven Paddock skrev en text på svenska vid namn "Vi bor på landet". Med denna text spelade Harry Brandelius in låten, och släppte den på skiva 1954.
Med denna text framförde även Bröderna Djup låten i SVT:s "Nygammalt" den 7 december 1979. och de släppte sin version på singel 1980 med "Lien" (Jailhouse Rock) som B-sida. samt på albumet "Ä i teress?" med Bröderna Djup.  Deras version av blev också en hit på Svensktoppen i åtta veckor under perioden 9 mars-27 april 1980, med femteplats som högsta placering där.

## Listplaceringar

### Bröderna Djups inspelning
| Lista (1980)                | Topplacering |
| --------------------------- | ------------ |
| Sverige (Sverigetopplistan) | 5            |

### Fotnoter
1. ↑  ”Låtar du trodde var svenska”. Gotiska klubben. Arkiverad från originalet den 26 oktober 2013. https://web.archive.org/web/20131026075436/http://gotiskaklubben.wordpress.com/2013/09/22/latar-du-trodde-var-svenska/. Läst 25 maj 2011.
2. ↑  ”Skinnknuttarnas visa”. Svensk mediedatabas. 25 februari 1954. http://smdb.kb.se/catalog/id/000095133. Läst 25 maj 2011.
3. ↑  Jörgen Stafrin. ”Kulthits på 80-talet”. Retrogalaxen. http://www.retrogalaxen.se/kulthits.html. Läst 25 maj 2011.
4. ↑  ”Vi bor på landet”. Svensk mediedatabas. 25 februari 1980. http://smdb.kb.se/catalog/id/001882217. Läst 25 maj 2011.
5. ↑  ”Räfs och liegruppen”. Svensk mediedatabas. 25 februari 1980. http://smdb.kb.se/catalog/id/001887246. Läst 25 maj 2011.
6. ↑  ”Svensktoppen”. Sveriges Radio. 25 februari 1980. http://sverigesradio.se/Diverse/AppData/Isidor/files/2023/3478.txt. Läst 25 maj 2011.
7. ↑  "Swedishcharts.com - Bröderna Djup - Vi bor på landet". Singles Top 60. Hung Medien.